# باغ کلایه
باغ کلایه، روستایی از توابع بخش رودبارالموت شهرستان قزوین در استان قزوین ایران است.

## جمعیت
این روستا در دهستان الموت بالا قرار دارد و براساس سرشماری مرکز آمار ایران در سال ۱۳۸۵، جمعیت آن ۴۹ نفر (۲۳خانوار) بوده‌است.
== مردم ==گویش محلی الموتی دارند و مسلمان شیعه هستند.